# 原子空孔
原子空孔（げんしくうこう）とは、結晶の格子点で原子があるべきところなのに原子が存在しないところを指す。温度が低いうちは空孔濃度が小さく電気抵抗、体積への影響は少ないが高温になると原子空孔による体積変化、電気抵抗の変化など物性の変化が確認できる。

## 空孔濃度
結晶は絶対零度でない限り、空孔が存在したほうが安定である。これを熱力学的に見る。自由エネルギーFは、内部エネルギーをU、エントロピーをSとすると次のようになる。
{\displaystyle F=U-TS}
まずは空孔ができることによる内部エネルギー変化をみる。空孔ができると内部エネルギーは大きくなる。なぜなら空孔を一切含まない理想的な結晶が最もよい凝縮状態だからである。一つの空孔をつくるのに内部エネルギーがE増加したとすると、n個の空孔ができると内部エネルギーはnE増加する。すなわち
{\displaystyle U=nE}
次にエントロピー変化を見る。空孔が存在すると、空孔を格子にばらまく方法の多様性が配置のエントロピーを与える。ボルツマンの原理よりωを分配の仕方とすると
{\displaystyle S=kln(\omega )}
となる。N個の原子あるとし、その中にn個の空孔が存在するのでωは
{\displaystyle \omega ={\frac {(N+n)!}{N!n!}}}
したがってSは
{\displaystyle S=k\ln({\frac {(N+n)!}{N!n!}})}
スターリングの近似より
{\displaystyle S=k\{(N+n)\ln(N+n)-N\ln(N)-n\ln(n)\}}
となる。またエントロピーは空孔が導入されたことにより熱振動が変化し、結果配置のエントロピー変化以外にも変化する。このエントロピーをS'とすると次のように書き換えることができる。
{\displaystyle S=k\{(N+n)\ln(N+n)-N\ln(N)-n\ln(n)\}+S'}
以上より、自由エネルギーを求めることができる。自由エネルギーが最も小さいところが平衡状態の空孔数なので自由エネルギーをnで微分すると
{\displaystyle {\frac {dF}{dn}}=E-T\{S'+k\ln(N+n)-k\ln(n)\}=0}
よって
{\displaystyle {\frac {n}{N+n}}=\exp({\frac {S'}{k}})\times \exp({\frac {-E}{kT}})}
一般に空孔数は圧倒的に原子の数より少ないのでcを空孔濃度とすると
{\displaystyle c={\frac {n}{N}}=\exp({\frac {S'}{k}})\times \exp({\frac {-E}{kT}})}
となる。